# Laurent Bonnart
Laurent Bonnart (født 25. december 1979 i Chambray-lès-Tours, Frankrig) er en fransk tidligere fodboldspiller, der spillede som forsvarsspiller. Gennem sin karriere spillede han blandt andet for Tours, Marseille, Monaco og Lille. Han tilbragte hele sin karriere i hjemlandet.

## Titler
Ligue 1
- 2010 med Olympique Marseille